# Максимов Юрій Сергійович
Юрій Сергійович Максимов — радянський український актор. Народний артист УРСР (1980).

## Життєпис
Народився 28 листопада 1930 р. Помер 28 серпня 1983 р. в Твері (Росія). Працював у театрах Дніпропетровська, Севастополя, а з 1973 р. — в Кримському російському драматичному театрі.
Знявся у фільмах: «Далеке і близьке» (1957, Олег), «Киянка» (1958), «Таврія» (1959, Леонід Бронников), «Друзі-товариші» (1959, майор), «Спадкоємці» (Романюк), «Кров людська — не водиця» (епіз.), «Бухта Олени» (1960, епіз.), «Вони були акторами» (1981, актор) та ін.